# Knúkin
Knúkin är ett berg i Färöarna (Kungariket Danmark).   Det ligger i sýslan Suðuroyar sýsla, i den södra delen av landet, 70 km söder om huvudstaden Tórshavn. Toppen på Knúkin är 329 meter över havet. Knúkin ligger på ön Suðuroy.
Terrängen runt Knúkin är kuperad åt nordväst, men åt sydost är den platt. Havet är nära Knúkin åt sydost.  Närmaste större samhälle är Vágur, 8,5 km nordväst om Knúkin. 